# Crusoe (Film)
Crusoe (Alternativtitel: Robinson Crusoe – Reise ins Abenteuer) ist ein britisch-amerikanisches Filmdrama aus dem Jahr 1988. Regie führte Caleb Deschanel, das Drehbuch schrieb Walon Green anhand des Romans Robinson Crusoe von Daniel Defoe.

## Handlung
Die Handlung spielt am Anfang des 19. Jahrhunderts. Der Südstaatler Crusoe ist ein Sklavenhändler und gilt als gierig. Er reist mit seinem Schiff nach Afrika, um neue Sklaven zu entführen. Crusoe überlebt die Katastrophe seines Schiffes und strandet auf einer abseits gelegenen Insel. Zuerst glaubt er, nur er und ein Hund befänden sich auf der Insel.
Etwas später gerät Crusoe an einen Krieger, der sich friedlich verhält. Crusoe provoziert trotzdem einen Kampf gegen den Krieger. Später wohnen Crusoe und der Krieger gemeinsam.
Nach einiger Zeit kommt ein britisches Schiff. Der Schiffsarzt Dr. Martin will den Krieger nach London bringen, damit dieser dort als Studienobjekt dient. Der mit dem Krieger inzwischen befreundete Crusoe widersetzt sich der Entscheidung und befreit heimlich seinen gefangen gehaltenen Freund.

## Kritiken
Roger Ebert schrieb in der Chicago Sun-Times vom 21. April 1989, der Film habe nur wenige wichtige Dinge zu sagen – er sage sie jedoch auf eine „großartige“ Weise. Der Regisseur zeige „das Geheimnis und die Einsamkeit seiner Insel“ sowie die Persönlichkeiten der Figuren.
Das Lexikon des internationalen Films schrieb, der Film sei eine „konzeptionslose Adaption des bekannten Robinson-Stoffes, die über eine langweilige Aneinanderreihung von Bildern nicht“ hinauskomme, weil „die Figuren nur schemenhaft skizziert“ seien.
Die Zeitschrift Cinema bezeichnete den Film als eine „interessante Variante des Crusoe-Motivs“, „die Adaption stellt Defoes Roman quasi auf den Kopf“.
Prisma beurteilte den Film als „eine der gelungensten Verfilmungen des Abenteuerromans "Robinson Crusoe" von Daniel Defoe“ und lobt „das differenzierte Spiel der beiden Hauptdarsteller und die hervorragende Kameraführung von Tom Pinter“.

## Hintergrund
Der Film wurde in Belgrad und auf den Seychellen gedreht. Er spielte in den Kinos der USA ca. 315 Tsd. US-Dollar ein.
Um sich auf die körperlichen Strapazen der Rolle vorzubereiten, unterzog sich Hauptdarsteller Aidan Quinn einem zwei Wochen dauernden Survival Training in den Wäldern im Nordosten der USA.